# هيساشي أبياه تاويا
هيساشي أبياه تاويا (باليابانية: アピアタウィア 久) (مواليد 18 أكتوبر 1998) هو لاعب كرة قدم ياباني.

## وصلات خارجية
- هيساشي أبياه تاويا على موقع رابطة كرة القدم اليابانية للمحترفين (اليابانية)
- هيساشي أبياه تاويا على موقع قاعدة بيانات كرة القدم.إي يو (الإنجليزية)
- هيساشي أبياه تاويا على موقع Soccerway.com (الإنجليزية)
- هيساشي أبياه تاويا على موقع عالم كرة القدم.نت (الإنجليزية)